# Bytom
Bytom (en alemany Beuthen) és la ciutat al sud de Polònia, amb 174.724 habitants (2013). Està situada al voivodat de Silèsia.

## Districtes
- Bobrek
- Górniki
- Karb
- Łagiewniki
- Miechowice
- Rozbark
- Stolarzowice
- Stroszek
- Sucha Góra
- Szombierki
- Śródmieście

## Personatges famosos de Bytom
- Grzegorz Gerwazy Gorczycki (1665?-1734)
- Ernst Gaupp (1865-1916)
- Max Tau (1897-1976)
- Leo Scheffczyk (1920-2005)
- Edward Szymkowiak (1932-1990)
- Józef Szmidt (* 1935)
- Jan Liberda (* 1936)
- Lucjan Lis (* 1950)
- Leszek Engelking (* 1955)
- Waldemar Legień (* 1963)
- Paul Freier (* 1979)
- Heinrich Schulz-Beuthen (1838-1915) compositor musical
- Hermann Kober (1888-1973), matemàtic.